# Electronic Entertainment Expo 2016

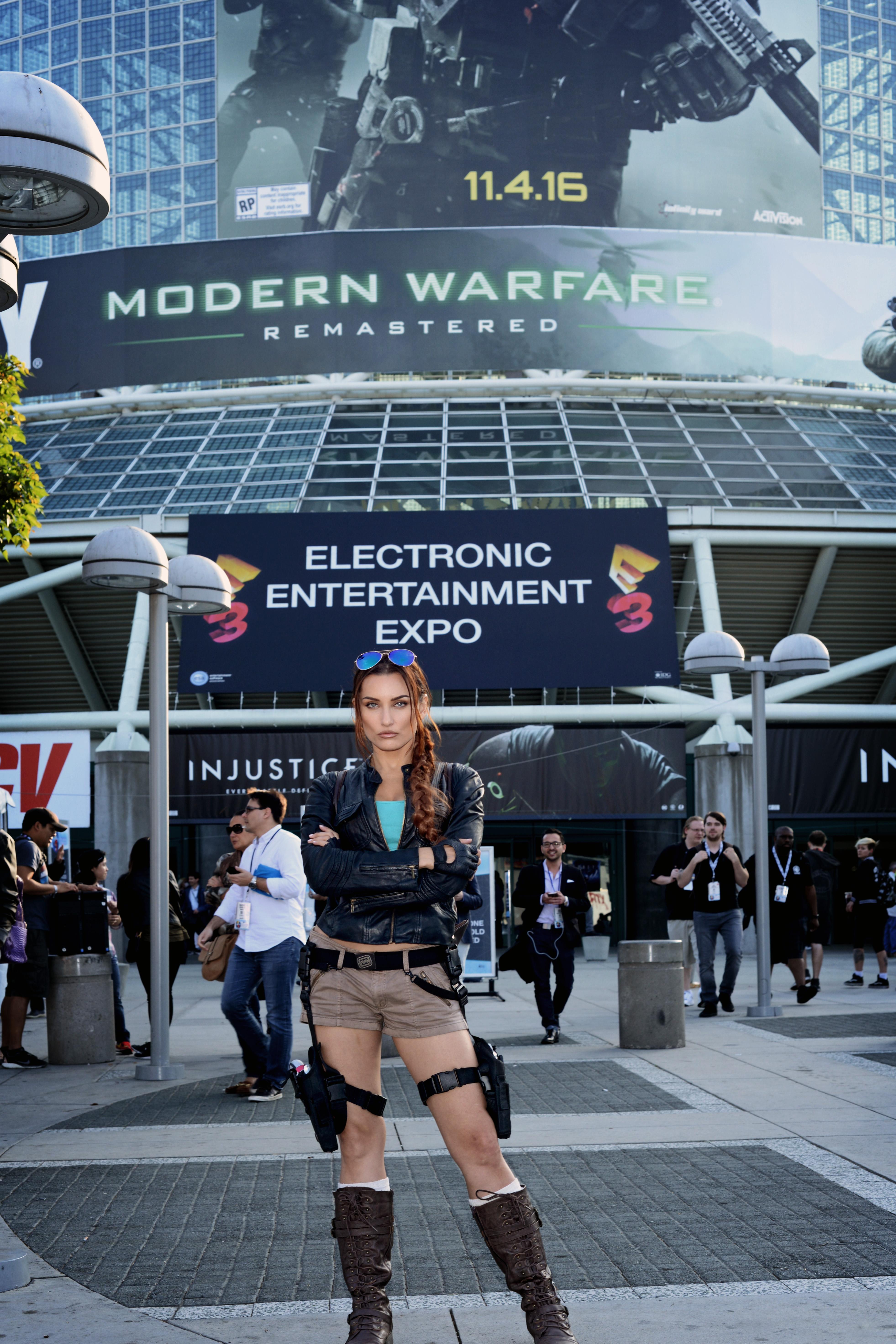

L'Electronic Entertainment Expo 2016, meglio nota come E3 2016, è stata la ventiduesima edizione dell'Electronic Entertainment Expo. L'evento si è tenuto al Los Angeles Convention Center dal 14 al 16 giugno 2016.
Tra i maggiori espositori alla convention sono stati presenti Sony, Bethesda, Electronic Arts, Microsoft, Square Enix, Ubisoft e Nintendo.

## Principali espositori
Di seguito è riportato un elenco dei principali espositori che hanno partecipato all'E3 2016.
- Bethesda Softworks
- Deep Silver
- Electronic Arts
- Focus Home Interactive
- Koei Tecmo Games
- Microsoft
- Nintendo
- SEGA
- Sony Interactive Entertainment
- Square Enix
- Ubisoft
- Take Two Interactive

## Videogiochi presentati
| 2K Games - Battleborn (PC / PS4 / Xbox One) - Civilization VI (PC) - Civilization Revolution 2 Plus (Vita) - Mafia III (PC / PS4 / Xbox One) - WWE 2K17 (PS3 / PS4 / Xbox 360 / Xbox One) 505 Games - Abzû (PC / PS4) - Assetto Corsa (PS4 / Xbox One) - Portal Knights (PC) - Prominence Poker (PC) - Rocket League (PC / PS4 / Xbox One) Activision Blizzard - Call of Duty: Infinite Warfare (PC / PS4 / Xbox One) - Call of Duty: Modern Warfare Remastered(PC / PS4 / Xbox One) - Destiny: Rise of Iron (PS4 / Xbox One) - Skylanders: Imaginators (PS3 / PS4 / Wii U / Xbox 360 / Xbox One) Anuman Interactive - Moto Racer 4 (PC / PS4 / Xbox One) - Syberia III (PC / PS4 / Xbox One) - Yesterday Origins (PC / PS4 / Xbox One) Bandai Namco Entertainment - Dragon Ball Xenoverse 2 (PC / PS4 / Xbox One) - God Eater 2: Rage Burst (PS4 / Vita / PC) - JoJo's Bizarre Adventure: Eyes of Heaven (PS4) - Mobile Suit Gundam: Extreme Vs-Force (Vita) - Necropolis (PC / PS4 / Xbox One) - Sword Art Online: Hollow Realization (PS4 / Vita) - Tales of Berseria (PS4 / PC) - Tekken 7 (PC / PS4 / Xbox One) - Warhammer 40.000: Eternal Crusade (PC / PS4 / Xbox One) Bethesda Softworks - Dishonored 2 (PC / PS4 / Xbox One) - Doom: Unto the Evil (PC / PS4 / Xbox One) - The Elder Scrolls: Legends (PC / iOS / Android) - The Elder Scrolls Online: Dark Brotherhood (PC / PS4 / Xbox One) - The Elder Scrolls: Skyrim – Special Edition (PC / PS4 / Xbox One) - Fallout 4 (PC / PS4 / Xbox One / HTC Vive) - Fallout Shelter (PC / iOS / Android) - Prey (PC / PS4 / Xbox One) - Quake Champions (PC) Bigben Interactive - WRC 6 (PC / PS4 / Xbox One) Capcom - Monster Hunter Generations (3DS) - Resident Evil 7: Biohazard (PC / PS4 / PSVR / Xbox One) CD Projekt - Gwent: The Witcher Card Game (PC / PS4 / Xbox One) Chucklefish Games - Stardew Valley (PC / PS4 / Wii U / Xbox One) Codemasters - F1 2016 (PC / PS4 / Xbox One) Compulsion Games - We Happy Few (PC / Xbox One) Deep Silver - Agents of Mayhem (PC / PS4 / Xbox One) Devolver Digital - Absolver (PC / PS4 / Xbox One) - Eitr (PC / PS4) - Mother Russia Bleeds (PC / PS4) - Serious Sam VR (Oculus Rift) - Shadow Warrior 2 (PC / PS4 / Xbox One) | Electronic Arts - Battlefield 1 (PC / PS4 / Xbox One) - Fe (PC / PS4 / Xbox One) - FIFA 17 (Android / iOS / PC / PS3 / PS4 / Xbox 360 / Xbox One) - Madden NFL 17 (PS3 / PS4 / Xbox 360 / Xbox One) - Mass Effect: Andromeda (PC / PS4 / Xbox One) - NHL 17 (PS4 / Xbox One) - Star Wars Battlefront: X-Wing VR Missions (PSVR) - Titanfall 2 (PC / PS4 / Xbox One) Focus Home Interactive - Farming Simulator 17 (PC / PS4 / Xbox One) - Mordheim: City of the Damned (PC / Xbox One) - Shiness: The Lightning Kingdom (TBA) - Space Hulk: Deathwing (PC / PS4 / Xbox One) - The Surge (PC / PS4 / Xbox One) - Styx: Shards of Darkness (PC / PS4 / Xbox One) - The Technomancer (PC / PS4 / Xbox One) - Vampyr (PC / PS4 / Xbox One) GungHo Online Entertainment - Let It Die (PS4) Inti Creates - Azure Striker Gunvolt 2 (3DS) - Bloodstained: Ritual of the Night (PC / Wii U / Vita / PS4 / Xbox One) - Gal*Gun: Double Peace (PS4 / Vita) - Mighty No. 9 (PC / Wii U / 3DS / Vita / PS3 / PS4 / Xbox 360 / Xbox One) - Shantae: Half-Genie Hero (PC / Wii U / Vita / PS3 / PS4 / Xbox 360 / Xbox One) Kadokawa Games - Demon Gaze II (Vita) - God Wars: Beyond Time (PS4 / Vita) - Project Code: Daten (PS4 / Vita) - Root Letter (PS4 / Vita) Koei Tecmo - A.O.T.: Wings of Freedom (PC / PS3 / PS4 / Vita / Xbox One) - Nioh (PS4) - Untitled Omega Force project Konami - PES 2017 (PC / PS4 / Xbox One) Marvelous USA - Akiba's Beat (PS4 / Vita) - Corpse Party (3DS) - Exile's End (PS4 / Wii U / Vita) - Fate/Extella: The Umbral Star (PS4 / Vita) - The Legend of Heroes: Trails of Cold Steel II (PS3 / Vita) - Shantae: Half-Genie Hero (PC / PS3 / PS4 / Vita / Wii U / Xbox 360 / Xbox One) - Story of Seasons: Trio of Towns (3DS) - Touhou: Scarlet Curiosity (PS4) Microsoft Studios - Dead Rising 4 (PC / Xbox One) - Forza Horizon 3 (PC / Xbox One) - Gears of War 4 (PC / Xbox One) - Halo Wars 2 (PC / Xbox One) - Inside (PC / Xbox One) - Killer Instinct (PC / Xbox One) - Minecraft (iOS / Android / PC) - ReCore (PC / Xbox One) - Scalebound (PC / Xbox One) - Sea of Thieves (PC / Xbox One) - State of Decay 2 (PC / Xbox One) Natsume - Harvest Moon: Skytree Village (3DS) - River City: Tokyo Rumble (3DS) - Wild Guns: Reloaded (PS4) Nintendo - BoxBoxBoy! (3DS) - Dragon Quest VII: Fragments of the Forgotten Past(3DS) - Ever Oasis (3DS) - The Legend of Zelda: Breath of the Wild (Wii U / Switch) - Mario Party: Star Rush (3DS) - Paper Mario: Color Splash (Wii U) - Pokémon Go (iOS / Android) - Pokémon Sole e Luna (3DS) - Rhythm Heaven Megamix (3DS) - Tokyo Mirage Sessions ♯FE (Wii U) - Yo-kai Watch 2 (3DS) | Nordic Games - Battle Chasers: Nightwar (PC / PS4 / Xbox One) - ELEX (PC / PS4 / Xbox One) - The Guild 3 (PC) - SpellForce 3 (PC) Paradox Interactive - Tyranny (PC) SEGA - 7th Dragon III Code: VFD (3DS) - Persona 5 (PS3 / PS4) - Sonic Boom: Fire & Ice (3DS) - Warhammer 40,000: Dawn of War III (PC) - Yakuza 0 (PS4) Semanoor International - Badiya (PC / PS4 / Xbox One) Sony Interactive Entertainment - Crash Bandicoot: N. Sane Trilogy (PS4) - Days Gone (PS4) - Death Stranding (PS4) - Detroit: Become Human (PS4) - Farpoint (PSVR) - God of War (PS4) - Gran Turismo Sport (PS4) - Gravity Rush 2 (PS4) - Horizon Zero Dawn (PS4) - The Last Guardian (PS4) - Spider-Man (PS4) Square Enix - Black the Fall (PC) - Deus Ex Go (iOS / Android) - Deus Ex: Mankind Divided (PC / PS4 / Xbox One) - Final Fantasy XII: The Zodiac Age (PS4) - Final Fantasy XIV: Heavensward (PC / PS3 / PS4) - Final Fantasy XV (PS4 / PSVR / Xbox One)[citation needed] - Final Fantasy: Brave Exvius (iOS / Android) - Hitman (PC / PS4 / Xbox One) - I am Setsuna (PC / PS4 / Vita) - Just Cause 3: Land Mech Assault (PC / PS4 / Xbox One) - Kingdom Hearts HD 2.8 Final Chapter Prologue (PS4) - Nier: Automata (PS4) - Star Ocean: Integrity and Faithlessness (PS3 / PS4) - The Turing Test (PC) - Valentino Rossi: The Game (PC / PS4 / Xbox One) - World of Final Fantasy (PS4 / Vita) Team17 - Overcooked (PC) - Strength of the Sword Ultimate (PC / PS4 / Vita / Wii U / Xbox One) - Worms W.M.D (PC / PS4 / Xbox One) - Yooka-Laylee (PC / PS4 / Wii U / Xbox One) Telltale Games - Batman: The Telltale Series (Android / iOS / OS X / PC / PS3 / PS4 / Xbox 360 / Xbox One) - The Walking Dead: Season Three (TBA) Ubisoft - Eagle Flight (Oculus Rift) - For Honor (PC / PS4 / Xbox One) - Grow Up (PC / PS4 / Xbox One) - Just Dance 2017 (PC / PS3 / PS4 / Switch / Wii / Wii U / Xbox 360 / Xbox One) - South Park: Scontri Di-retti (PC / PS4 / Xbox One) - Star Trek: Bridge Crew (Oculus Rift) - Steep (PC / PS4 / Xbox One) - Tom Clancy's The Division — Underground (PC / PS4 / Xbox One) - Tom Clancy's Ghost Recon Wildlands (PC / PS4 / Xbox One) - Trials of the Blood Dragon (PC / PS4 / Xbox One) - Watch Dogs 2 (PC / PS4 / Xbox One) Warner Bros. Interactive Entertainment - Batman: Arkham VR (PSVR) - Injustice 2 (PS4 / Xbox One) - Lego Dimensions (PS3 / PS4 / Wii U / Xbox 360 / Xbox One) - Lego Star Wars: The Force Awakens (3DS / PC / PS3 / PS4 / Vita / Wii U / Xbox 360 / Xbox One) - LEGO Worlds (PC) |